# موازنة المواطن
موازنة المواطن (بالإنجليزية: Citizen Budget)‏، هي وثيقة مبسطة للموازنة العامة، بحيث تلخص السياسات وتوجهات الحكومة للسنة القادمة، معبَّراً عنها بالأرقام الواردة في هذه الموازنة، وتمكّن المواطن من التعرف على كيفية توزيع النفقات والإيرادات المحصلة، وبذلك يستطيع المواطن متابعة الإنفاق الحكومي، والاطلاع على عجز الموازنة ومستوى الديّن العامـ وتصدر سنوياً مع إصدار الموازنة المعتمدة في عدد من الدول التي يتضمن قانونها نشرها بشكل عام.
وموازنة المواطن هي إحدى المعايير الدولية لشفافية الموازنة العامة للدولية تبعا لمعايير شراكة الموازنات العالمية IBP، وهي إحدى الوثائق الثماني الهامّة، التي تعتبر مؤشر على شفافية الموازنة العامّة.